# Золотаренко, Иван Никифорович
Ива́н Ники́форович Золотаре́нко (укр. Іван Никифорович Золотаренко; Корсунь — 17 октября 1655, Быхов, Витебское воеводство) — наказной полковник, полковник Корсунский (1652), Нежинский и «всего севера» (1653—1655) и наказной гетман Войска Запорожского («северский гетман») в 1654—1655.
С личностью гетмана связано первое письменное употребление термина «Белоруссия» в письме к московскому царю от 29 сентября 1654 года.

## Биография
Родился в семье корсунского мещанина. Получил хорошее образование. На его пожертвования в Корсуне была построена церковь Рождества Христова. Владел поместьями в Батурине и Глухове.
Неоднократно ездил с посольствами от Богдана Хмельницкого к царю в Москву. В 1652 году назначен полковником Корсунского городового полка. Принял участие в 1652 году в битве под Батогом. В 1653 году назначен полковником Нежинского полка Запорожского войска. В 1653 году возглавлял корпус в составе Нежинского, Черниговского и Переяславского полков, прикрывавшим Войско Запорожское от литовских войск во время кампании под Жванцем.
В время кампании 1654 года в ходе русско-польской войны 1654-67 гг. возглавлял 20-тысячный корпус (около 20000 чел. Нежинский, Черниговский, и Стародубский полки) , направленный для совместных действий с русскими войсками. В ходе кампании проявил независимость, и, несмотря на требования царя Алексея Михайловича, вместо соединения с русскими войсками, самостоятельно захватил ряд городов юго-восточной части Великого княжества Литовского. В ходе кампании были захвачены: Речица, Жлобин, Стрешин, Рогачев, Гомель,Чечерск, Пропойск и Новый Быхов, уничтожен Казимир. Завершил кампанию неудачной осадой Старого Быхова (сентябрь-ноябрь 1654 года).
Отряды Золотаренко (к началу 1655 года — 6000-8000 человек) сыграли большую роль в провале польского наступления зимой — весной 1655 года. Сначала им удалось устоять в осаде против армии великого гетмана Януша Радзивилла, затем они оказывали помощь осажденному Могилеву.
В июле 1655 года вместе с русскими войсками его казаки заняли Минск и Вильно, затем территорию между Вильно и реки Неман.
Русский историк С. М. Соловьев в «Истории России» (изд. К. Солдатенкова, M., 1864), добавляет следующую информацию о И. Золотаренко:

«Военные подвиги черкасского гетмана сопровождались, однако, страшными жестокостями; перед его именем трепетали жители городов, к которым он приближался; в лучшем положении находились города, покорившиеся царским воеводам, например, Могилев, сдавшийся 24 августа Воейкову и Поклонскому, могилевскому шляхтичу, выехавшему добровольно на русскую службу и пожалованному в полковники.»

В награду за ратную службу Золотаренко получил царскую грамоту на город Глухов.
17 октября 1655 года он был убит во время предпринятой им второй осады Старого Быхова. Похоронен в г. Корсуне.

## Семья
Иван Золотаренко — шурин Богдана Хмельницкого. Его родная сестра Анна была третьей женой Богдана Хмельницкого.
Его брат Василий Золотаренко также был нежинским полковником в 1655—1656 годах.

## Интересный факт
28 декабря 1655 года во время Рождественской  службы, которую правил протопоп Максим Филимонович, в Николаевской церкви, где стоял гроб с телом Ивана Золотаренко, от случайно перевернутой свечки случился пожар в результате которого сгорело более 430 человек. После пожара Василий Золотаренко отыскал обгорелый гроб с телом брата и похоронил его.

## В художественной литературе
Упоминается в историческом романе польского классика Генрика Сенкевича «Потоп» (1886), где о стычках с ним вспоминают верные слуги и солдаты Кмицица — Кемличи.